# كين شيرلي
كين شيرلي (بالإنجليزية: Ken Shirley)‏ هو سياسي نيوزيلندي، ولد في 12 أغسطس 1950. نشط حزبياً في حزب العمال النيوزيلندي. وقد انتخب عضو مجلس النواب النيوزيلندي.